# Elecciones presidenciales de Perú de 1886
Las elecciones presidenciales del Perú de 1886 se realizaron a los tres días de instalado el Consejo de Ministros el cual ordenó la realización de elecciones populares. La postulación de Andrés Avelino Cáceres a la presidencia fue hecha por su partido, el Partido Constitucional, tras el que se ocultó el Partido Civil. Y es que la oligarquía, al no poder tomar directamente el poder, tuvo que secundar a un caudillo militar. La candidatura de Cáceres no tuvo rivales; solo el Partido Demócrata de Piérola formó la oposición, aunque sin lanzar candidatos. La elección de Cáceres fue pues inevitable.
- Datos: Q40685904